# Microsoft Web Platform Installer
Первоначально выпущенный в 21 января 2009, Microsoft Web Platform Installer (Web PI) представляет собой простой, бесплатный инструмент, который позволяет автоматизировать установку компонентов веб-платформы Microsoft:
- IIS
- Visual Web Developer 2008 Express Edition
- SQL Server 2008 Express Edition
- Microsoft .NET Framework
- Silverlight-инструментарий для Visual Studio
- PHP и многое другое.

В версии 2.0 программного обеспечения (на 25 октября 2012 года последняя версия — 4.0), выпущенной 24 сентября 2009 года, добавлена возможность автоматизировать процесс установки некоторого стороннего программного обеспечения, такого, как:
- WordPress
- Umbraco
- Drupal
- Joomla!
- Orchard
- DotNetNuke Community Edition
- KooBoo
- phpBB
- MODx и др.

Поддерживаемые операционные системы: Windows 7, Windows Vista SP1+, Windows XP SP3+, Windows Server 2003 SP2+, Windows Server 2008 и Windows Server 2008 R2.
Поддерживаемые архитектуры: x86 и x86-64.
Имеет многоязычный интерфейс пользователя с поддержкой русского языка.
WebPI можно скачать с сайта Microsoft Web Platform www.microsoft.com/web.